# Neomanobia
Neomanobia é um gênero de traça pertencente à família Arctiidae.